# Limatula japonica
Limatula japonica är en musselart som beskrevs av Arthur Adams 1864. Limatula japonica ingår i släktet Limatula och familjen filmusslor. Inga underarter finns listade i Catalogue of Life.